# Авария на Поцелуевом мосту
Падение автобуса в реку Мойка — дорожно-транспортное происшествие с участием рейсового автобуса, произошедшее 10 мая 2024 года на Поцелуевом мосту в Санкт-Петербурге.
В результате происшествия погибли 7 человек, двоим был причинён тяжкий вред здоровью, а транспортное средство было повреждено до степени исключения из инвентаря.
Эта авария, наряду со многочисленными возгораниями рейсовых автобусов, выпадением их двигателей на ходу и нареканиями по стилю вождения со стороны пассажиров, вызвала широкий общественный резонанс и стала очередным подтверждением наличия ряда критических проблем в отрасли, в том числе связанных с колоссальной нехваткой водительского состава и обслуживающего персонала, а также вскрыла факты массовой эксплуатации заведомо неисправных транспортных средств и хроническое несоблюдение режимов труда и отдыха водителей.

## Причины
Предварительными причинами падения автобуса в реку назывались отказ тормозов и невменяемое или критически утомлённое состояние водителя. По состоянию на июль 2025 года следствие всё ещё не завершено, поэтому окончательные причины трагедии неизвестны.

## Ход событий
В пятницу, 10 мая 2024 года, около 13:03 МСК водитель рейсового автобуса Volgabus-4298.G4 № 6681, следовавшего по маршруту № 262, двигаясь по Большой Морской улице в направлении Поцелуева моста, по неустановленной причине выехал на тротуар, развернулся на 180° и, совершив столкновение с двумя автомобилями, пробил ограду моста и упал в реку Мойку. Согласно последним сведениям, переданным бортовым навигационно-связным оборудованием автобуса, транспортное средство входило в поворот с набережной Крюкова канала на Большую Морскую улицу со скоростью около 35 км/ч и, замедлившись из-за столкновения с бордюрными камнями и легковыми автомобилями, упало в реку на скорости около 13 км/ч.
На момент аварии в салоне находилось девять человек — восемь пассажиров и водитель. Водитель сумел самостоятельно покинуть тонущее транспортное средство (по другим данным — его выдавило волной через разбитое лобовое стекло) и находился на крыше автобуса в шоковом состоянии, остальные пострадавшие вызволялись из-под воды силами спасателей. Из восьми оставшихся под водой пассажиров трое были извлечены в состоянии биологической смерти, четверо — в клинической, один — в крайне тяжёлом состоянии. Пострадавшие были доставлены в НИИ скорой помощи имени Джанелидзе и в Городскую больницу № 26. Впоследствии все пострадавшие, кроме водителя и одного пассажира, скончались.
Около 13:30 проезд по Поцелуеву мосту и прилегающим улицам был полностью закрыт. Проведение спасательной операции на воде продлилось несколько часов и около 17:00 автобус был поднят из воды. Движение транспорта и пешеходов по участку трагедии было полностью восстановлено лишь к 21:00.
В спасении участвовало почти 70 человек и 12 единиц техники. Первыми на помощь тонущему автобусу пришли прогулочные катера и речные трамвайчики, а также прохожие, кинувшиеся в ледяную воду.

## Расследование
Сразу же после катастрофы было возбуждено два уголовных дела: по по ч. 3 ст. 238 УК РФ («Оказание услуг, не отвечающих требованиям безопасности, повлёкшее по неосторожности смерть двух и более лиц») — в отношении компании-перевозчика (ООО «Такси») и по ч. 5 ст. 264 УК РФ («Нарушение правил управления транспортным средством, повлёкшее по неосторожности смерть двух и более лиц») — в отношении водителя.
Позднее в рамках того же процесса было возбуждено ещё несколько уголовных дел: по ч. 1 ст. 170.1 УК РФ («Фальсификация единого государственного реестра юридических лиц») — в отношении генерального директора компании-перевозчика, по ст. 322.3 УК РФ ("Фиктивная постановка на учёт иностранного гражданина или лица без гражданства по месту пребывания в РФ) — также в отношении водителя.
10, 13 и 14 мая 2024 года по вышеуказанным статьям были задержаны соответственно водитель автобуса — Рахматшох Курбонов, начальник автомобильной колонны компании-перевозчика — Джахангир Халилов и генеральный директор компании-перевозчика Павел Кузнецов.
11 мая 2024 года в офисах ООО «Такси» прошли обыски, были опрошены руководители, диспетчеры и другие ответственные лица, а также изъята необходимая документация.
12 мая 2024 года Рахматшох Курбонов помещён под стражу до 9 июля 2024 года. В июне того же года ему было отказано в изменении меры пресечения на домашний арест и он был оставлен под стражей до вынесения окончательного приговора судом. На следующие сутки аналогичное решение было вынесено и начальнику автомобильной колонны Джахангиру Халилову, а через день под подписку о невыезде был отпущен генеральный директор компании.
20 мая 2024 года Ространснадзор начал проверку компании-перевозчика.
31 июля 2024 года прокуратура утвердила обвинительное заключение по делу.
25 октября 2024 года суд признал водителя виновным в совершении преступления, предусмотренного ч. 5 ст. 264 УК РФ и назначил ему 6 лет колонии-поселения с запретом заниматься деятельностью, связанной с управлением транспортными средствами, сроком на 2 года и 6 месяцев.
25 февраля 2025 года суд вынес решение о присуждении Рахматшоху Курбонову штрафа по статье о фиктивной постановке граждан на учёт.

## Последствия
В результате аварии погибли сразу два работника высшей школы Санкт-Петербурга — Тамара Горчакова, преподаватель Санкт-Петербургского государственного университета и Алексей Храмов, профессор Балтийского государственного технического университета им. Устинова.
Национальный союз страховщиков ответственности заявил, что семьям пострадавших в аварии выплатят по 2,025 млн рублей.
5 сентября 2024 года Московский районный суд в связи с многочисленными нарушениями (по ч. 4 ст. 14.1.2 КоАП РФ) на 14 суток приостановил деятельность перевозчика — ООО «Такси». В этот же день СПб ГКУ «Организатор перевозок» в одностороннем порядке расторгло заключённый с перевозчиком контракт на перевозку пассажиров автобусным транспортом.
С 6 сентября 2024 года по 7 ноября 2024 года автобусные маршруты компании «Такси» обслуживало СПб ГУП «Пассажиравтотранс». С 8 ноября 2024 года на «бывшие» маршруты ООО «Такси» (кроме маршрута № 47, который был закрыт 20 сентября 2024 года с заменой на троллейбусный маршрут № 28 и маршрута № 217, который был закрыт 30 сентября 2024 года) по результатам конкурса вышло ООО «Вест-Сервис».
По состоянию на середину 2025 года ООО «Такси» находится в состоянии ликвидации и должно прекратить свою деятельность до апреля 2026 года.

## Общественная реакция и память
После происшествия жители города в течение нескольких жней возлагали к месту аварии венки и цветы. Губернатор города выразил соболезнования в связи с гибелью людей.
13 мая 2024 года губернатор вручил 15 добровольцам, пришедшим на помощь утопающим в первые минуты катастрофы, региональный знак отличия «За доблесть в спасении».